# Kōkūtai

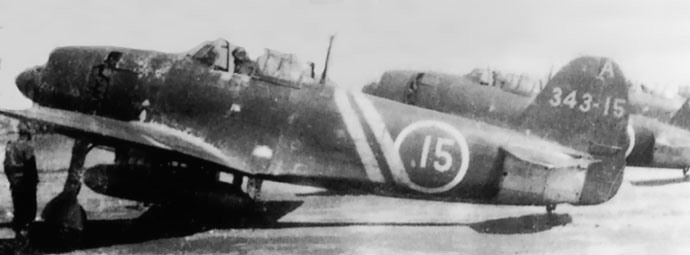
Uma aeronave Kawanishi N1K2-J do 301º hikōtai (343º kōkūtai), na base aérea de Matsuyama, em 10 de abril de 1945

Kōkūtai (em japonês: 航空隊, em português: grupo aéreo) foi uma unidade de aviação militar do Serviço Aéreo da Marinha Imperial Japonesa, similar aos grupos aéreos de outras armas e serviços aéreos da época. Uma asa, da Real Força Aérea Britânica, um gruppe, da Luftwaffe da Alemanha Nazista, ou um groupe do Armée de l'Air, da França, podem ser considerados grupos aéreos comparáveis.
Um kōkūtai podia estar baseado em uma base aérea, ou a bordo de um porta-aviões, podendo ser composto por centenas de homens e aeronaves. Por exemplo, o famoso 343º Kōkūtai era um grupo de caças baseado em terra, enquanto que o 652º Kōkūtai era um grupo aéreo de bombardeiros baseado em um porta-aviões. Os kōkūtai eram divididos em unidades menores, chamadas hikōtai (em japonês: 飛行, em português: esquadrão), equivalentes aos esquadrões ocidentais. Os kōkūtai eram geralmente divididos em três  hikōtai. Em geral, a maioria dos pilotos e tripulantes do Serviço Aéreo da Marinha Imperial Japonesa eram suboficiais. A palavra kōkūtai é abreviada com a adição do sufixo "-ku" (空). Assim, o termo "343 Ku", por exemplo, significa 343º Kōkūtai. No Serviço Aéreo do Exército Imperial Japonês, a unidade equivalente era chamada sentai (em japonês: 戦隊, em português: esquadrão).

## Organização
Um grupo aéreo kōkūtai era equivalente a um grupo aéreo da Força Aérea dos Estados Unidos, ou uma asa da Real Força Aérea Britânica. De sua composição, geralmente faziam parte entre 18 e 27 aeronaves, e seu nome era dado com base no nome do porta-aviões, ou da base aérea onde sua formação original ocorresse. Podia ser tanto homogêneo quanto composto por diferentes tipos de aeronaves. As unidades localizadas em bases aéreas podiam contar com 24 a 100 aeronaves adicionais em relação aos kōkūtai  localizados em porta-aviões. Elas eram mais homogêneas e eram subordinadas ao distrito naval em que sua base aérea estivesse localizada, e mais tarde passaram a ser identificadas por um número ou pelo nome daquela base aérea em particular.
Os grupos aéreos e bases fora destes locais eram colocados sob comando da base naval mais próxima (em japonês: 鎮守府; chinjufu). Desde o estabelecimento da primeira unidade aérea da Marinha Imperial Japonesa em uma base em Yokosuka, até o final da Guerra do Pacífico, o termo kōkūtai significou tanto a unidade naval aérea quanto a unidade aérea ali alocada. A unidade aérea (em japonês: 飛行隊; hikōtai) operava as aeronaves, enquanto que o resto do pessoal de qualquer kōkūtai operava e mantinha as instalações de solo da base onde a unidade estivesse alocada. Assim como a aeronave e a tripulação de voo a bordo de um porta-aviões eram considerados parte integrante do navio, quando unidades aéreas terrestres eram formadas, as bases aéreas nas quais elas eram alocadas também eram consideradas equivalentes ao navio de uma hikōtai de um porta-aviões. No início da Guerra do Pacífico, havia mais de 90 grupos aéreos navais.

## História
O sistema de kōkūtai baseado em terra foi estabelecido em 1916, determinando que bases aéreas navais e grupos aéreos fossem organizados conforme necessário, quer em portos navais (em japonês: 軍功; gunkō, em português: estação naval) ou portos estratégicos (em japonês: 要港; yōkō, em português: porto importante). Suas identificações eram criadas dos nomes destes locais e o funcionamento se dava sob autoridade destas bases. Em 1919, a Marinha Imperial Japonesa estabeleceu novas normas que, em tempos de guerra, emergências ou manobras previa a organização de grupos aéreos especiais (em japonês: 特殊航空隊; tokushu kōkū-tai), que poderiam ser designados por uma localização ou por uma identificação numérica. Estes poderiam se localizar tanto em bases aéreas quanto em porta-aviões, mas em geral eram localizados em bases aéreas, e recebiam identificações numéricas. Na maioria dos casos, a formação base destes grupos foi criada a partir dos grupos aéreos preexistentes. O primeiro de tais grupos foi o 11º Grupo Aéreo, formado por curto período de tempo em 1936. Embora os regulamentos que estabeleciam grupos aéreos baseados em terra tenham sido estabelecidos em 1916 e 1919, foi somente no início da década de 1930 que regulamentos e instruções mais específicas e detalhadas estabeleceram as particularidades da organização interna dos grupos aéreos, suas localizações, funções e seu treinamento, ainda que mudanças tenham ocorrido periodicamente até o fim da Guerra do Pacífico.
Em novembro de 1936, a Marinha Imperial Japonesa organizou grupos aéreos especiais combinados, formados por dois ou mais grupos aéreos. Sua criação teve como objetivo a concentração de uma parte maior de poderio aéreo sob um único comando. O 1º e o 2º Grupos Aéreos combinados foram formados em julho de 1937, no início da Guerra da China, e se tornaram a espinha dorsal das operações aéreas da Marinha nos primeiros anos do conflito. Grupos aéreos combinados permanentes foram estabelecidos em dezembro de 1938. Dois deles foram estabelecidos antes da Guerra do Pacífico: o 11º Grupo Aéreo foi criado em dezembro de 1938, e o 12º Grupo Aéreo foi formado em 1939. Até o final da década de 1930, a maioria dos kōkutai era composta por uma combinação de diferentes tipos de aeronaves, com predomínio inicial de hidroaviões, mas com aumento crescente do número de caças, bombardeiros de mergulho e bombardeiros-torpedeiros, juntamente com bombardeiros bimotores baseados em terra. Em 1941, no entanto, os Grupos Aéreos da Marinha Imperial Japonesa estabelecidos em bases aéreas eram quase sempre compostos por um único tipo de aeronave, sendo exceção o Grupo Aéreo de Chitose, cuja base se localizava na Micronésia, e era composto por bombardeiros e caças. Em 1 de novembro de 1942, todos os kōkūtai baseados em terra anteriormente identificados apenas com nomes de base receberam também identificações numéricas.
À medida que a guerra no Pacífico avançava, a estrutura perdeu sua flexibilidade, e prejudicou as operações de linha de frente. Como resultado, em março de 1944, as forças aéreas terrestres da Marinha Imperial Japonesa passaram por uma reestruturação, e alguns hikōtai passaram a ter identificações numéricas independentes, além de uma identidade própria, não relacionada a seu kōkūtai original.

## Kōkūtai notáveis
- Kōkūtai de Tainan
- Kōkūtai de Yokosuka
- 201º Kōkūtai
- 343º Kōkūtai, também chamado de Tsurugi Butai
- 601º Kōkūtai
- 652º Kōkūtai
- 721º Kōkūtai, também chamado de Jinrai Butai